# 1794 Finsen
1794 Finsen este un asteroid din centura principală, descoperit pe 7 aprilie 1970, de Jacobus Bruwer.